# Aubignyna
Aubignyna es un género de foraminífero bentónico de la familia Trichohyalidae, de la superfamilia Chilostomelloidea, del suborden Rotaliina y del orden Rotaliida. Su especie tipo es Aubignyna mariei. Su rango cronoestratigráfico abarca el Plioceno.

## Clasificación
Aubignyna incluye a las siguientes especies:
- Aubignyna brixi †
- Aubignyna hamblensis †
- Aubignyna mariei †
  - Aubignyna mariei praemariei †
  - Aubignyna mariei primitiva †
- Aubignyna perlucida †
- Aubignyna planidorso †